# Synagoge (Janovice nad Úhlavou)
Koordinaten: 49° 20′ 39,1″ N, 13° 13′ 6,8″ O

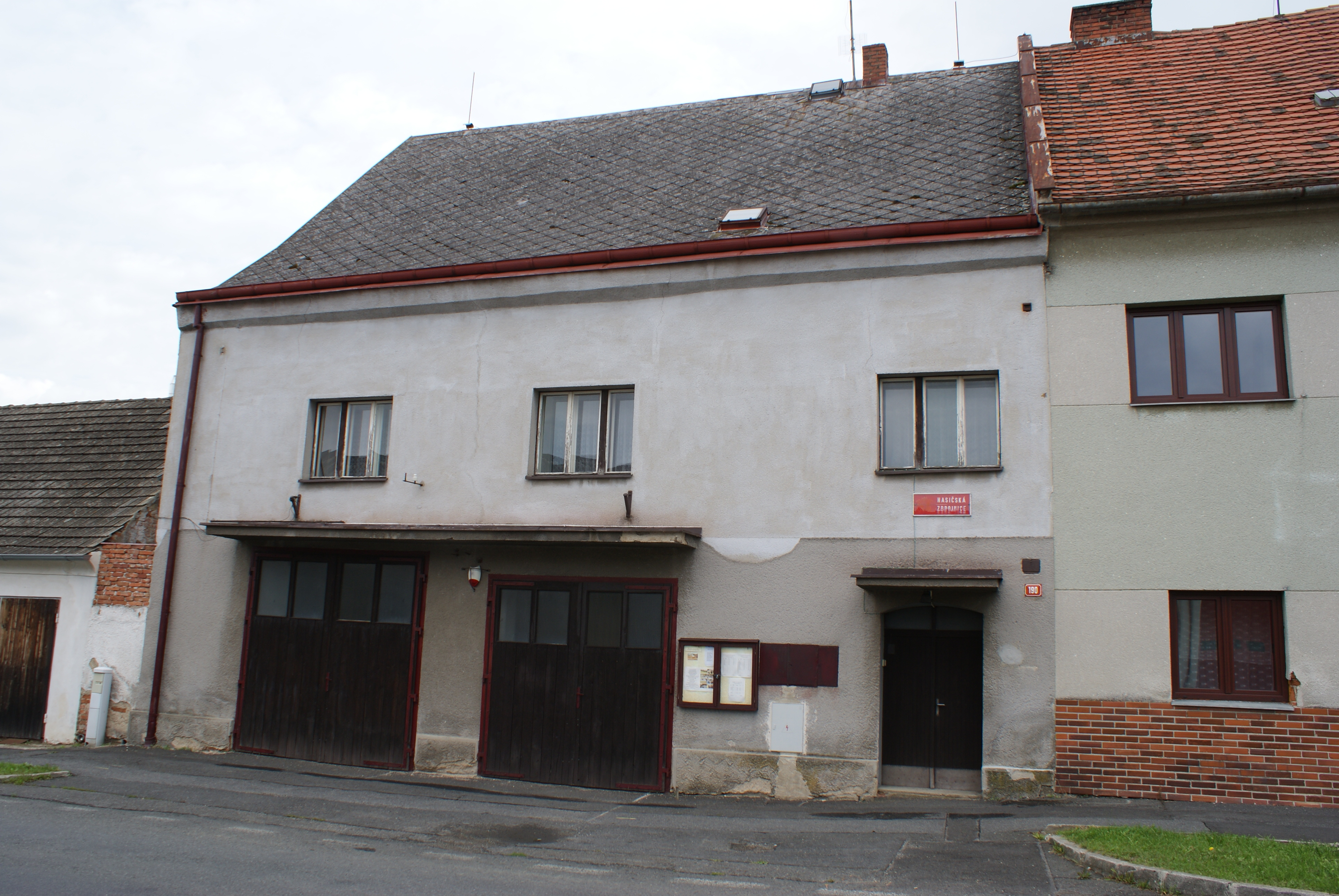
Ehemalige Synagoge in Janovice nad Úhlavou

Die Synagoge in Janovice nad Úhlavou (deutsch Janowitz an der Angel), einer Stadt im Okres Klatovy in Tschechien, wurde 1723 errichtet. Die profanierte Synagoge wird heute als Feuerwehrhaus genutzt.